# ミゲル・アマヤ
ミゲル・アントニオ・アマヤ（Miguel Antonio Amaya, 1999年3月9日 - ）は、パナマのエレーラ県チトレ出身のプロ野球選手（捕手）。右投右打。MLBのシカゴ・カブス所属。

## 経歴
2015年7月にアマチュア・フリーエージェントでシカゴ・カブスと契約してプロ入り。
2016年、傘下のルーキー級ドミニカン・サマーリーグ・カブスでプロデビュー。58試合に出場して打率.245、1本塁打、22打点、9盗塁を記録した。
2017年はA-級ユージーン・エメラルズでプレーし、58試合に出場して打率.228、3本塁打、26打点、1盗塁を記録した。
2018年はA級サウスベンド・カブスでプレーし、116試合に出場して打率.256、12本塁打、52打点、1盗塁を記録した。また、7月にはオールスター・フューチャーズゲームの世界選抜に選出された。
2019年はA+級マートルビーチ・ペリカンズでプレーし、99試合に出場して打率.235、11本塁打、57打点、2盗塁を記録した。オフにはアリゾナ・フォールリーグに参加し、メサ・ソーラーソックスに所属した。11月20日にはルール5ドラフトでの流出を防ぐために40人枠入りした。
2020年は新型コロナウイルスの影響でマイナーリーグの試合が開催されず、メジャーにも昇格しなかったため、公式戦の出場は無かった。
2021年は5月のマイナーリーグ開幕からAA級テネシー・スモーキーズでプレーしていたが6月3日の出場を最後に戦列を離れ、オフの11月にはトミー・ジョン手術を受けることとなった。
2022年はルーキー級アリゾナ・コンプレックスリーグ・カブスとAA級テネシーでプレーし、2チーム合計で40試合に出場して打率.261、6本塁打、23打点を記録した。
2023年は開幕をAA級テネシーで迎えた。5月2日にメジャー初昇格を果たし、4日のワシントン・ナショナルズ戦にて「9番・捕手」で先発出場してメジャーデビュー。この年メジャーでは53試合に出場して打率.214、5本塁打、18打点を記録した。
2024年は117試合に出場して打率.232、8本塁打、47打点を記録した。

## プレースタイル
ウィルソン・コントレラスの後継者と目される攻撃型捕手である。捕球やブロッキングには未熟さを見せる一方で、統率力は年齢離れしていると言われる。

## 詳細情報

### 年度別打撃成績
| 年 度    | 球 団    | 試 合 | 打 席 | 打 数 | 得 点 | 安 打 | 二 塁 打 | 三 塁 打 | 本 塁 打 | 塁 打 | 打 点 | 盗 塁 | 盗 塁 死 | 犠 打 | 犠 飛 | 四 球 | 敬 遠 | 死 球 | 三 振 | 併 殺 打 | 打 率 | 出 塁 率 | 長 打 率 | O P S |
| -------- | -------- | ----- | ----- | ----- | ----- | ----- | -------- | -------- | -------- | ----- | ----- | ----- | -------- | ----- | ----- | ----- | ----- | ----- | ----- | -------- | ----- | -------- | -------- | ----- |
| 2023     | CHC      | 53    | 156   | 131   | 17    | 28    | 4        | 0        | 5        | 47    | 18    | 0     | 0        | 1     | 1     | 12    | 0     | 11    | 40    | 2        | .214  | .329     | .359     | .688  |
| 2024     | CHC      | 117   | 363   | 328   | 32    | 76    | 13       | 2        | 8        | 117   | 47    | 0     | 0        | 5     | 3     | 23    | 0     | 4     | 62    | 5        | .232  | .288     | .357     | .644  |
| MLB：2年 | MLB：2年 | 170   | 519   | 459   | 49    | 104   | 17       | 2        | 13       | 164   | 65    | 0     | 0        | 6     | 4     | 35    | 0     | 15    | 102   | 7        | .227  | .300     | .357     | .657  |

- 2024年度シーズン終了時

### 年度別守備成績
| 年 度 | 球 団 | 捕手（C） | 捕手（C） | 捕手（C） | 捕手（C） | 捕手（C） | 捕手（C） | 捕手（C） | 捕手（C） | 捕手（C） | 捕手（C） | 捕手（C） |
| 年 度 | 球 団 | 試 合     | 刺 殺     | 補 殺     | 失 策     | 併 殺     | 守 備 率  | 捕 逸     | 企 図 数  | 許 盗 塁  | 盗 塁 刺  | 阻 止 率  |
| ----- | ----- | --------- | --------- | --------- | --------- | --------- | --------- | --------- | --------- | --------- | --------- | --------- |
| 2023  | CHC   | 41        | 282       | 14        | 4         | 3         | .987      | 2         | 34        | 31        | 3         | .088      |
| 2024  | CHC   | 116       | 856       | 31        | 6         | 3         | .993      | 6         | 96        | 78        | 18        | .188      |
| MLB   | MLB   | 157       | 1138      | 45        | 10        | 6         | .992      | 8         | 130       | 109       | 21        | .162      |

- 2024年度シーズン終了時

### 記録
MiLB
- オールスター・フューチャーズゲーム選出：1回（2018年）

### 背番号
- 6（2023年）
- 9（2024年 - ）